# SING LIKE CHILDREN Complete
『SING LIKE CHILDREN Complete』は、日本のア・カペラ ヴォーカルグループ、SMOOTH ACEの8枚目のアルバム。2017年5月10日にUNIVERSAL MUSICからリリースされ、11曲を収録。
2014年10月に自主レーベルからリリースししたアルバム『SING LIKE CHILDREN』収録曲に新たに新曲を2曲加えてUNIVERSAL MUSICからとしてリリースすることになった。リマスタリングはsaidera masteringのオノセイゲンが担当。

## 収録曲
特記以外作詞：岡村玄、作曲：重住ひろこ、コーラス・アレンジ：SMOOTH ACE
1. すてきなミュージック（編曲：冗談伯爵）
2. だ・ん・だ・ん（編曲：新井俊也）新曲
3. ミュージック（編曲： 窪田渡、コーラス・アレンジ：岡村玄）
4. 虹を見たくて（コーラス・アレンジ：重住ひろこ）
5. きみを知ってる（編曲：新井俊也、コーラス・アレンジ：岡村玄）
6. favorite song（編曲：新井俊也）
7. ペシミストノラヴソング（編曲：窪田渡、コーラス・アレンジ：岡村玄）
8. Discovery（編曲：川嶋可能、コーラス・アレンジ：岡村玄）
9. Sing like children（編曲：櫻井映子、コーラス・アレンジ：岡村玄）
10. すてきなリプリーズ（編曲：新井俊也）
11. 伴奏者の恋（編曲：新井俊也）新曲

## パーソネル
重住ひろこ、岡村玄（vo, cho）／朝倉真司（d、per）／真船勝博（b）／石成正人（g）／江草啓太（pf）／窪田渡（kb）／佐々木久美（org）／ゴンドウトモヒコ（horns）／田ノ岡三郎（acc）／櫻井映子（prg, glocken）／新井俊也、川嶋可能（prg, etc）／Luz、ツヤトモヒコ、前園直樹（vo）／ASA-CHANG（d、per）

## スタッフ
プロデュース：Smooth Ace、レコーディング・エンジニア：廣瀬修、辻中聡佑、ミキシング・エンジニア：廣瀬修、マスタリング・エンジニア：オノセイゲン（saidera mastering)、アート・ディレクション／デザイン：前園直樹、撮影：石田亮介

## 品番
UPCY-7286  